# NH媒體
NH Media（韓語：NH미디어，又稱NHemg）是一間韓國的唱片公司和經紀娱乐公司，由Kim Nam-hee（音译：金南熙）創立于1998年。目前旗下的艺人包括任昌丁、The Ray、Kim Jong Seo、Oh Youme。
2016年5月Signal娱乐集团获得该公司50%的股份。

## 艺人

### 歌手
个人歌手
- Dahee
- 任昌丁
- Kim Jong Seo
- The Ray
- Youme
- Soohyun

实习生
- 金珉锡（Kim Min Seok）
- 黄利宥（Hwang Ri Yu）

演员
- 方银姬[2]

練習生
- 李何光 (MIX NINE)
- 金東炫 (MIX NINE)
- 趙漢鞠 (MIX NINE)
- 李正賢
- 李太鉉
- 金恩日
- 鄭藝燦

## 已离开艺人
- UN[3] (2000-2005)
- Paran[4] (2005-2008) & Paran the Pace
- U-KISS
  - 亞歷山大·李·尤西比奧（2008-2011）
  - 金起範（2008-2011）
  - 申东澔（2008-2013）
  - AJ（2011-2016）
  - Kevin（2008-2017）
  - Eli （2008-2019）
  - 基燮（2011-2019)
  - Hoon(2011-2020)
  - 秀鉉(2008-2021)
  - Jun (2014-2022)
- LABOUM（和NEGANETWORK共同合作推出）[5]
  - 金律喜（2014-2017）
  - 郑昭娟（2014-2021）
  - 裵津锐（2014-2021）
  - 廉海仁（2014-2021）
  - 安率滨（2014-2021）
  - 金柔廷（2014-2021）

## 合资公司
2013年，NH Media宣布与Major娱乐在艺人管理上合作。NH Media声称将联合代理公司来扩大他们的涉及领域。 NH Media的CEO Kim Nam Hee, 正式注册公司NH&Major1998。
2014年，NH Media和Nega Network共同建立合资公司"GLOBAL H"。